# Георги Кадиев
Георги Стоянов Кадиев е български политик. Народен представител от парламентарната група на Коалиция за България в XL и XLII народно събрание (до юни 2014). Бил е репортер и редактор във вестниците „24 часа“ и „168 часа“. Владее английски, немски, руски, полски и виетнамски език.

## Биография
Георги Кадиев е роден на 28 август 1966 г. в град Бургас. Завършил е Немска езикова гимназия в Бургас и висше образование в Московския държавен институт по международни отношения – магистърска степен Международни отношения със специализация Виетнам, Лаос, Камбоджа. Има магистратура по Дипломатически науки и международни отношения в Университета Лестър, Великобритания и магистратура по Публична администрация в Харвардския университет, Кенеди Скуул ъф Говърнмънт.
Георги Кадиев е бил стажант в Бундестага на Германия. Работил е в Харвард инститют ъф интернешънъл дивелъпмънт. След това последователно е бил директор Интернет Секюритис България, изп. директор „Анализи Европа, Азия и Африка“ и член на Борда на директорите на Интернет Секъритис Инк., Юромъни Холдингс ПЛС.
От 2005 г. Георги Кадиев е член на НС на БСП. В периода от 2005 до 2007 г. Георги Кадиев е заместник-министър на финансите, а от 2007 до 2013 година е общински съветник в Столичния общински съвет.
На 15 ноември 2009 г. Георги Кадиев, издигнат от Коалиция за България за кмет на София, губи кметската надпревара, която е спечелена от Йорданка Фандъкова, издигната от ГЕРБ.
На парламентарните избори през 2013 г. е избран за народен представител в XLII НС от листата на Коалиция за България в 23-ти МИР София.
През декември 2013 Кадиев казва, че парламента намалява партийните субсидии заради протестите. На 11 юни 2014 г. подава оставка като народен представител, като протест срещу решението правителството на Орешарски да бъде свалено и да се обявят нови парламентарни избори.
През 2015 г. Кадиев предлага да се позволи извършване на политическа агитация на майчин, в частност турски език, тъй като такава забрана в Европа имало само в Грузия и Турция и това само „дава кауза на ДПС“. Според него е глупаво да се агитира на български с превод на турски в село, населено с български мюсюлмани. Заради това той е заплашен от изключване от парламентарната му група, но изключването му е отхвърлено с два гласа. През септември същата година решава да се кандидатира за кмет на София, въпреки че партията му е издигнала друг кандидат. Последното предизвика остра реакция от страна на БСП, от чиято парламентарна група този път е изключен. Според Кадиев БСП, както и други партии, са обхванати от летаргия.
На 16 февруари 2016 г. създава партия с името „Нормална държава“, която нямало да бъде нито лява, нито дясна. На 20 март същата година съвещава първото учредително събрание на новата партия.